# Urodera dilaticollis
Urodera dilaticollis är en skalbaggsart som beskrevs av Martin Jacoby 1889. Urodera dilaticollis ingår i släktet Urodera och familjen bladbaggar. Inga underarter finns listade i Catalogue of Life.